# Diacrodon
Diacrodon é um género botânico pertencente à família Rubiaceae.